# Joseph Jones (cestista)
Joseph Costello Reshawn Jones (Normangee, 21 marzo 1986) è un ex cestista statunitense, professionista in Europa.

## Palmarès
- Campionato israeliano: 1

Hapoel Gerusalemme: 2014-15
- Coppa di Lega israeliana: 1

Hapoel Gerusalemme: 2014
- Lega Balcanica: 1

Hapoel Gilboa Galil Elyon: 2011-12